# Catenipora
Genre
Espèces de rang inférieur
- Voir le texte

Catenipora escharoides - Illustration dans Iconographia Zoologica - Collections spéciales de l'Université d'Amsterdam.

Catenipora est un genre éteint de coraux tabulés (animaux de l'ordre des Tabulata) de la famille éteinte des Halysitidae et de l'ordre éteint des Heliolitida. 
Ce groupe fut abondant de l'Ordovicien au Silurien avec une répartition mondiale. 

## Espèces
Le portail Fossilworks liste 21 espèces :
- †Catenipora approximata
- †Catenipora arctica
- †Catenipora capilliformis
- †Catenipora copulata
- †Catenipora crassaeformis
- †Catenipora distans
- †Catenipora elegans
- †Catenipora escharoides
- †Catenipora exilis
- †Catenipora gotlandica
- †Catenipora maxima
- †Catenipora obliqua
- †Catenipora panga
- †Catenipora robusta
- †Catenipora rubraeformis
- †Catenipora septosa
- †Catenipora tapaensis
- †Catenipora tractabilis
- †Catenipora vespertina
- †Catenipora workmanae
- †Catenipora wrighti

L'espèce type est Catenipora escharoides. L'espèce Catenipora elegans Fischer-Benzon, 1871 (syn. Halysites elegans) est trouvée dans des terrains du Silurien en Estonie,,.